# Kajetan Krukowiecki
Kajetan Krukowiecki herbu Pomian (ur. po 1751) – polski właściciel ziemski.

## Życiorys
Wywodził się z rodziny Krukowieckich herbu Pomian. Był wnukiem Franciszka (dziedzic Łopuszki i Zagórza) oraz synem Józefa (tytułowany podczaszym nurskim, od 1743 właściciel części Wiszenki i Podlisek) z jego drugiego małżeństwa z Konstancją Złocką (zm. 1788). Miał rodzeństwo: Adama Ferdynanda (konsyliarz apelacyjny galicyjski, właściciel Łączny i Kamyka, zm. 1808), Michała (właściciel Kustowiec na Wołyniu), Ignacego (1750-1827, szambelan króla Stanisława Augusta Poniatowskiego), Anielę (zm. 1825). Wraz z braćmi został wylegitymowany ze szlachectwa w 1782 w ziemstwie lwowskim i grodzie przemyskim.
Po ojcu został właścicielem majątków Wiszenka i Podliski.
Był żonaty z Teklą Kretowicz z Wagin (zm. 1819). Miał dzieci: Czesława (żonaty z Pauliną z domu Wieniawską, właścicielką Uherzec), Anielę (po mężu Sokołowska), Ludwikę (po mężu Dunajewska), Wincentego, Januarego Faustyna.